# Distància lunar

Càlcul de l'hora en Greenwich al mar pel mètode de les distàncies lunars. La distància lunar és l'angle entre la Lluna i l'altre cos celeste emprat. Les altures dels dos astres es fan servir per corregir la distància i obtenir l'hora.

Dins l'entorn de la navegació astronòmica, la distància lunar a un astre determinat és l'angle (en graus) entre la Lluna i aquest cos celeste. El navegant pot utilitzar una distància lunar i l'almanac nàutic per calcular l'hora GMT (Greenwich Mean Time). Durant els segles xviii i xix aquest mètode es feia servir per calcular la longitud sense tenir un cronòmetre nàutic a bord.

## Història
Encara que el sistema podia haver estat emprat per astrònoms anteriors la primera referència que tenim documentada i en aquest cas en l'època dels descobriments és en la "carta d'Aimeric Despuig a Lorenzo de Mèdici sobre les illes novament trobades en els seus quatre viatges"
El 1755 en Tobias Mayer de Göttingen va idear un instrument molt útil, corregint diversos errors en la geometria pràctica, per poder calcular els moviments de la Lluna amb una precisió admirable, i va guanyar, per les seves taules lunars, el gran premi lliurat per l'Oficina de longituds de Londres.
El 1787 l'oficial de l'armada i matemàtic Josef de Mendoza y Ríos va publicar diverses taules emprant el mètode del haversine de la seva invenció per facilitar els càlculs d'astronomia nàutica i molt útils en la navegació per calcular la latitud d'un vaixell al mar per dues mesures d'altura del sol, i la longitud pel sistema de les distàncies lunars d'un cos celeste.

## Raó per mesurar les distàncies lunars
En navegació astronòmica, el coneixement precís del temps en un meridià de referència, avui Greenwich, i les posicions dels astres, proporcionades per l'almanac nàutic, juntament amb l'observació de les altures de dos o més astres, permet calcular la latitud i longitud. Els  cronòmetres marins fiables no es van inventar fins a finals del segle xviii i no es van popularitzar fins al segle xix. Durant uns cent anys, (aproximadament entre 1767 i 1850), i fins i tot més tard atès que els cronòmetres no estaven a l'abast de tothom, els navegants a falta d'un cronòmetre fiable, utilitzaven el mètode de les distàncies lunars per determinar l'hora GMT, necessària per obtenir la seva longitud. Si es passava molts mesos sense tornar a Greenwich, tot i disposar d'un cronòmetre, el mètode permetia comprovar-lo i si calia, corregir-lo. Contra el que mantenen els fans de Harrison, les taules lunars de Mendoza van ser utilitzades gairebé tot el segle xix (fins i tot per les Armades de França i Espanya). Amb l'arribada del telègraf l'any 1904, les ones de ràdio van creuar els oceans, cosa que va permetre sincronitzar els Cronòmetres marins i va ser el final de la navegació per les distàncies lunars.

## Mètode
El mètode es basa en el moviment relativament ràpid de la Lluna a través del firmament: completa un cicle de 360 graus a 27,3 dies, per tant en una hora, es mou al voltant de 0,5 º respecte a les estrelles i el Sol, aproximadament el seu propi diàmetre angular. És una mena de rellotge astronòmic gegantí que permet calcular l'hora.

### Observació
El navegant utilitzant un sextant, podia mesurar amb precisió l'angle entre la Lluna i un altre objecte celeste.Generalment es tria el Sol o alguna estrella brillant situada prop de l'eclíptica, en la ruta de la Lluna. En aquest moment, qualsevol persona situada a la superfície de la Terra que pugui veure els dos mateixos astres, els observarà sota el mateix angle, després de fer la correcció de paral·laxi. També s'observen les altures dels dos astres sobre l'horitzó, necessàries per corregir la distància lunar, encara que poden ser calculades a partir d'una posició estimada.

### Correcció de la distància observada
La distància lunar mesura amb el sextant ha de ser corregida. En primer lloc per Semidiàmetre, ja que la mesura amb el sextant no es produeix de centre a centre, sinó que es fa utilitzant el limbe de la Lluna. Tot seguit es fa la correcció de refracció atmosfèrica i de paral·laxi.

### Distància lunar veritable
Per calcular la distància lunar veritable, el navegant solia consultar les taules de distàncies lunars i temps en què ocorren.

Avui en dia es pot calcular utilitzant les taules nàutiques mitjançant la fórmula:
{\displaystyle cosLD=sinDECm*sinDECn+cosDECm*cosDECn*cos(GHAm-GHAn)\;}
On m: Lluna. : el segon astre. LD: distància lunar. DEC, GHA: coordenades de l'astre, declinació i angle horari respecte Greenwich.

### Obtenció del temps i la longitud
Comparant la distància lunar corregida i la calculada, es troba l'hora GMT de l'observació. Un cop coneguda l'hora a Greenwich i l'hora local, el navegant pot obtenir la longitud del lloc de l'observació: la longitud, relativa a Greenwich, s'obté de la diferència de temps local i en Greenwich, a una ràtio de 15 graus/hora.
L'hora local se sol determinar mitjançant l'observació de l'alçada d'un astre amb el sextant.

## Errors
Efecte dels errors en la distància lunar en el càlcul de la longitud
La distància lunar canvia aproximadament a una velocitat de 0,5 º/h. Per tant, un error de 0,5 minuts d'arc donarà lloc a un error d'aproximadament 1 minut en el temps GMT o, cosa que és el mateix, (a causa de la rotació de la Terra de 15 º/h), 0,25 graus en longitud, (al voltant de 15 milles marines a l'equador).
Errors en les taules nàutiques
Quan es va començar a utilitzar el mètode de les distàncies lunars, les prediccions sobre la posició de la Lluna tenien una precisió de 0,5 minuts d'arc, el que comporta una font d'error de fins aproximadament 1 minut en temps GMT, o 0,25 º de longitud. El 1810, l'error en les dades de l'almanac s'havia reduït a aproximadament una quarta part d'un minut d'arc. Al voltant de 1860, quan el mètode de les distàncies lunars distància perdia popularitat, la precisió de les dades de l'almanac nàutic eren de la mateixa magnitud que la pressió aconseguida amb el sextant en condicions ideals; 0,1 minuts d'arc.
Observació de les distàncies lunars
Al començament de l'era de les distàncies lunars, el millor sextant podia mesurar un angle amb una precisió de 1/6 de minut, però a partir de 1800 van aconseguir una precisió de 0,1 minuts d'arc. A la mar els errors són més grans, en condicions favorables, observadors experimentats arriben a aconseguir mesurar distàncies lunars amb una precisió de 0,25 minuts d'arc, cosa que suposa introduir un error de fins a 0,25º de longitud.
Error total
L'error combinat de les dues fonts, normalment puja a prop de 0.5 minuts d'arc en la distància lunar, el que equival a un minut en temps de Greenwich, que correspon a un error de fins a un 1/4 de grau de longitud, o prop de 15 milles marines a l'equador.